# آلیس در سرزمین عجایب (فیلم ۱۹۳۳)
آلیس در سرزمین عجایب (به انگلیسی: Alice in Wonderland) فیلمی ۹۰ دقیقه‌ای به کارگردانی نورمن مک‌لئود با بازی شارلوت هنری محصول کشور ایالات متحده آمریکا است.